# Psychrophrynella kallawaya
Espèce
Synonymes
- Phrynopus kallawaya De la Riva & Martínez-Solano, 2007

Statut de conservation UICN

 CR B1ab(iii) : 
En danger critique
Psychrophrynella kallawaya est une espèce d'amphibiens de la famille des Craugastoridae.

## Répartition
Cette espèce est endémique de la province de Bautista Saavedra dans le département de La Paz en Bolivie. Elle se rencontre à Caalaya à environ 3 600 m d'altitude dans la cordillère d'Apolobamba.

## Description
Cette espèce mesure de 20,0 à 30,9 mm.

## Étymologie
Cette espèce est nommée en référence aux amérindiens Kallawaya.

## Publication originale
- De la Riva, 2007 : Bolivian frogs of the genus Phrynopus, with the description of twelve new species (Anura: Brachycephalidae). Herpetological Monographs, vol. 21, p. 241-277 (texte intégral).